# Ana Ruiz Mitxelena
Ana Ruiz Mitxelena (San Sebastián; 9 de febrero de 1967- Irurzun; 29 de noviembre de 1993) fue una guardameta, futbolista española y la primera portera vasca en jugar en la Selección de fútbol de España.

## Biografía
Desde muy pequeña, apoyada por su familia, practica toda clase de deportes con especial dedicación al fútbol, un deporte muy poco practicado por chicas y aún no aprobado socialmente. Desarrolla una corta aunque exitosa carrera como portera y se caracterizaba por su técnica y sus reflejos. Jugó como portera tanto en Fútbol 11 como en fútbol sala.
El 29 de noviembre de 1993, perdió la vida en un accidente de tráfico en Irurzun, Navarra, de camino a su trabajo en Pamplona. Desde entonces, son numerosos los homenajes realizados en su honor. Su hermano, Ander, continúa su legado como entrenador de porteras de fútbol, primeramente en el Oiartzun KE y desde 2016 en la Real Sociedad.

## Trayectoria
Era conocida como ' La Arkonada' o 'Arko Ana' del fútbol femenino, por su similitud con el portero de la misma época de la Real Sociedad Luis Arconada. Fue la primera guipuzcoana en ser llamada por la selección española y la primera vasca que jugó como portera en la selección.
Comenzó sus primeros pasos en el mundo del fútbol en 1981, con 13 años, como guardameta del equipo del colegio, el Liceo Santo Tomás, primero con los chicos, y después con el equipo escolar femenino en el Campeonato Playero de la Concha.     
En el campeonato playero realizó una buena actuación y el Oiartzun K.E. decidió incorporarla a ella y a otras cuatro compañeras (entre ellas, Garbiñe Etxeberria) en el primer equipo, para competir en fútbol 11. En esta época, consiguió varios títulos provinciales y estatales.
'Arko Ana' compitió en varios equipos, alternando competiciones de fútbol con el Oiartzun K.E. y fútbol sala con el Amasorrain Uralde Sport o el Maxims. En aquella época, al no existir una liga nacional, anualmente se disputaba el Campeonato de España de selecciones territoriales y Ana estuvo seleccionada para jugar con la selección Guipuzcoana de fútbol varios años.
En 1986 fichó por el club de fútbol sala Sampedrotarra, equipo con el que conquistó tres ligas consecutivas en los años 89, 90 y 91, además de dos Copas de la Reina y la Copa Ibérica, y una supercopa. En esta época, volvió de nuevo a una convocatoria internacional, esta vez de la mano de la selección española de fútbol Sala.
En la temporada 83/84 con el Amasorrain Uralde Sport, junto a sus compañeras jugó en el histórico estadio de Atotxa en el partido de vuelta de la final del Campeonato de España contra el Karbo Deportivo gallego que era el equipo dominador a nivel nacional de aquella época y en cuyo equipo militaban varias internacionales.
Fue una de las primeras futbolistas españolas y vascas en recibir ofertas del extranjero para incorporarse a equipos de fútbol profesional, concretamente de Italia que finalmente desestimó porque no podía compatibilizarlo con el fin de sus estudios universitarios y el comienzo de su actividad profesional en el ámbito de la empresa.

## Selección nacional
En el año 1984, con 17 años, fue convocada por primera en la selección española de la mano del seleccionador nacional Teodoro Nieto, para disputar el partido Suiza-España en Berna, y además, en el once titular. Se convierte así en la primera futbolista guipuzcoana y la primera portera vasca en ser convocada por la selección española. A partir de ese momento, fue convocada para todos los siguientes partidos internacionales durante los siguientes 5 temporadas.
En 1988, voluntariamente renunció a la selección estando plenamente consolidada como portera titular de la misma. Disputó su último partido en el Vicente Calderón, donde se enfrentaron dos combinados de jugadoras de la selección, antes de la final de la Copa del Rey entre el Real Madrid y el Valladolid.

## Clubes
| Club        | País   | Año         |
| ----------- | ------ | ----------- |
| Oiartzun KE | España | 1982 - 1989 |

## Palmarés

### Fútbol 11 (campeonatos nacionales)
| Título           | Club          | Año  |
| ---------------- | ------------- | ---- |
| Copa de la Reina | Oiartzun K.E. | 1987 |
| Copa de la Reina | Oiartzun K.E. | 1988 |

### Fútbol sala (campeonatos nacionales)
| Título              | Club          | Año  |
| ------------------- | ------------- | ---- |
| Copa de la Reina    | Oiartzun K.E. | 1989 |
| Copa de la Reina    | Oiartzun K.E. | 1990 |
| Primera División    | Oiartzun K.E. | 1990 |
| Supercopa de España | Oiartzun K.E. | 1991 |
| Primera División    | Oiartzun K.E. | 1991 |
| Primera División    | Oiartzun K.E. | 1992 |
| Copa Ibérica        | Oiartzun K.E. | 1992 |

## Premios y reconocimientos
- En 2015, el Oiartzun KE le rindió homenaje antes del encuentro frente al Athletic Club.[10]

## Filmografía
- Documental (15/12/2015), «Guantes para Volar» en LaLiga[11]
- Documental (06/12/2019), «Katea ez da eten» en EITB1[5]